# Кабальєро Альто
Кабальєро Альто (ісп. Caballero Alto, букв. "Високий лицар", також ісп. El Torreón del Alcázar de Chapultepec) — вежа, розташована на найвищій частині природного виступу замку Чапультепек. Побудована архітектором Хоакіном Веласкесом у 1842 році, коли замок було реконструйовано для розміщення Військового коледжу, вежа отримала назву Кабальєро Альто, оскільки так називали оглядові вежі у військових будівлях, а також термін також використовувався для назви студентів військової академії.